# 马尔菲诺村委员会
马尔菲诺村委员会（俄语：Марфинский сельсовет）是俄罗斯联邦阿斯特拉罕州沃洛达尔斯基区所属的一个村委员会。其下辖有3个居民点，行政中心为马尔菲诺。据2015年统计，该村委员会的人口为3477人。